# スミレ (ゲームブランド)
スミレは、株式会社クリアレーヴのアダルトゲームブランドの一つである。
HOOKSOFTにて外注スタッフとして『さくらビットマップ』から『Strawberry Nauts』までのシナリオを手掛けた雪仁によって設立され、2013年に『ラヴレッシヴ』でデビューを果たした。
2019年11月22日にサブブランド「Soiree」の公式サイトが開設された。
2022年7月29日に姉妹ブランド「皐月」の公式サイトが開設された。
さよりが代表を務めるNEKO WORKsから発売された同人ゲーム『ネコぱら』の開発体制は、スミレと同じである。

## スミレ作品一覧
- 2013年2月28日 - ラヴレッシブ
- 2014年4月25日 - 夏恋ハイプレッシャー
- 2015年9月25日 - 僕と恋するポンコツアクマ。
- 2016年5月27日 - 僕と恋するポンコツアクマ。すっごいえっち!
- 2021年3月26日 - 日向千尋は仕事が続かない[6]

## Soiree作品一覧
- 2020年1月31日 - サルテ

## 皐月作品一覧
- 2022年10月28日 - キスからはじめるエゴイズム

## Lump of Sugar× スミレ作品一覧
- 2023年4月28日 - 瑠璃櫻（全年齢作品）[7]

## 主なスタッフ
代表 兼 シナリオライター
- 雪仁

広報 兼 音楽担当
- 水城新人